# Dorfkirche Passow

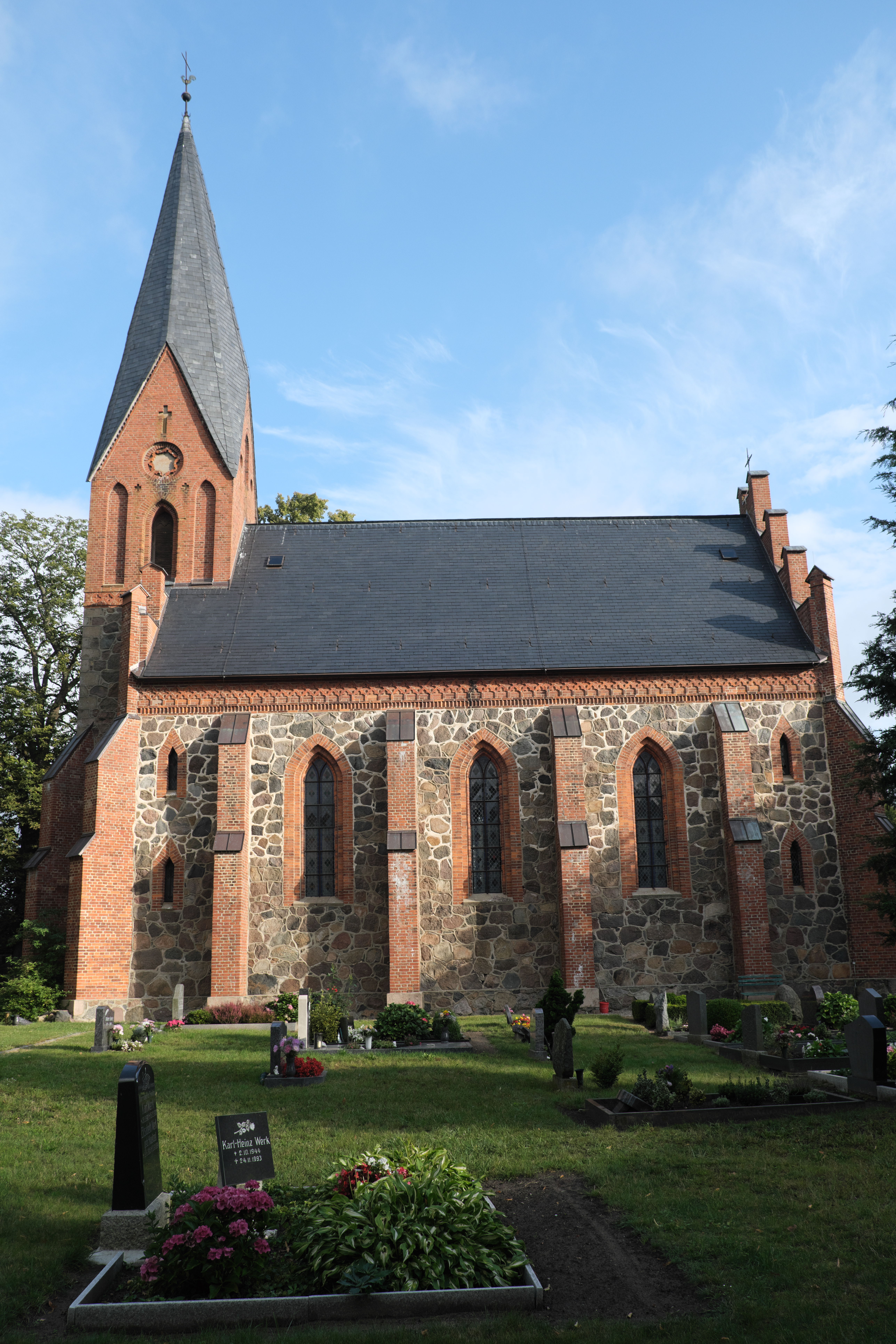
Kirche in Passow, Südseite (2023)

Die Dorfkirche Passow ist ein denkmalgeschütztes Kirchengebäude in Passow (Mecklenburg), Landkreis Ludwigslust-Parchim. Es gehört zur Ev.-Luth. Kirchengemeinde Benthen in der Region und Propstei Parchim des Kirchenkreises Mecklenburg der Nordkirche.

## Bau

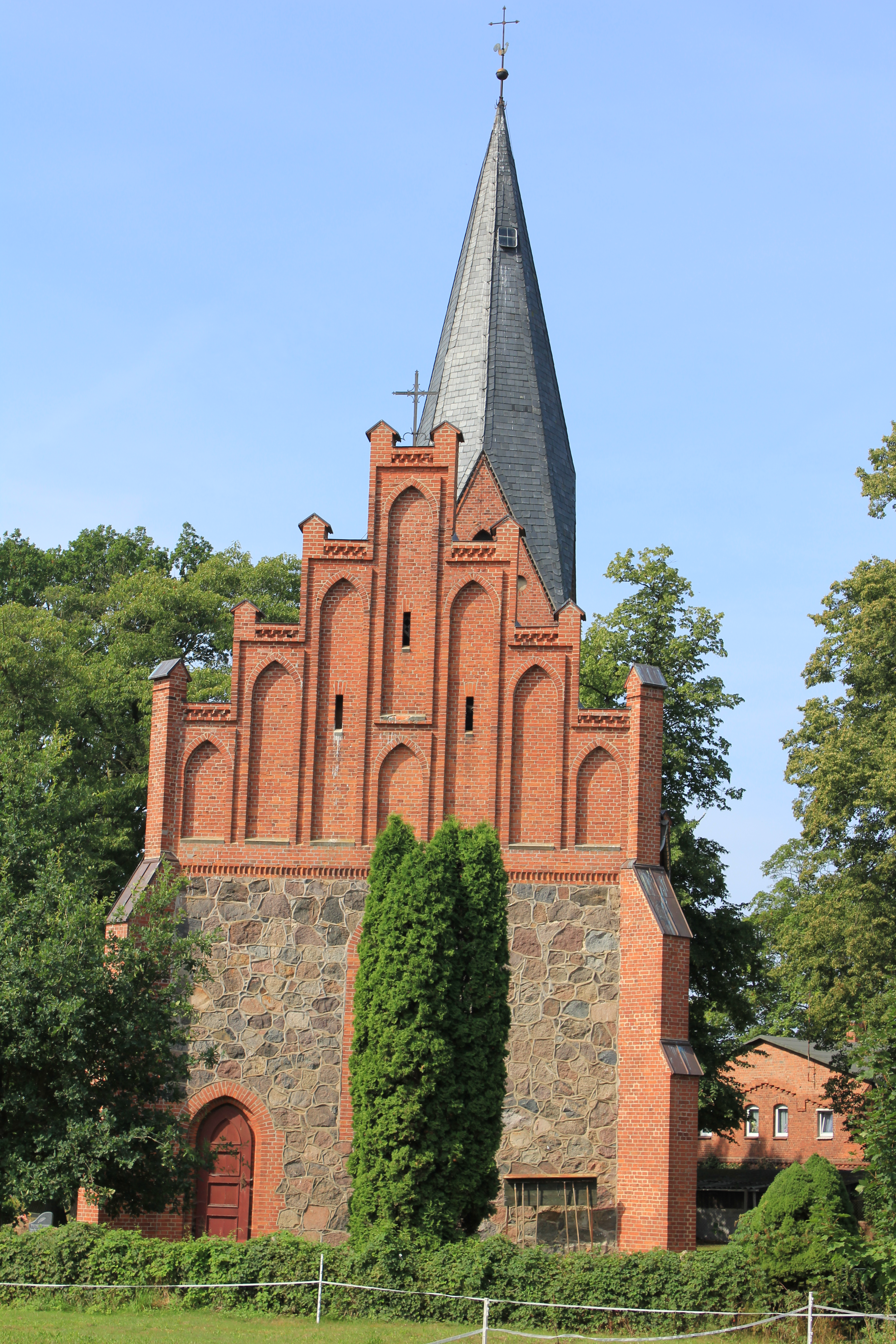
Kirche Passow, Ostgiebel (2012)

Eine Kapelle in Passow ist erstmals 1557 im Visitationsprotokoll bezeugt. Passow war und ist, ebenso wie die Weisin, eine Filialkirche der Pfarrkirche in Benthen. Von 1804 bis 1806 ließ Ulrich Philipp von Behr-Negendank die Kapelle erneuern.
Das heutige Kirchengebäude ist eine neugotische einschiffige Saalkirche. Sie wurde von 1866 bis 1868 nach Plänen von Theodor Krüger errichtet, der zuvor den Neubau der Kirche im benachbarten Granzin geleitet hatte. Der Bau wurde im Wesentlichen als Feldsteinkirche gestaltet, der Turmaufsatz und der östliche und westlichen Blendgiebel wurden in Backstein ausgeführt, der aus der zum Gut Passow gehörenden Ziegelei stammte.
Der Neubau wurde finanziert durch den Kirchenpatron, Hermann von Behr-Negendank (1801–1887). Auf dem Turm findet sich daher, ähnlich wie auf der Behr-Negendanckschen Dorfkirche Behren-Lübchin, ein Bär in der Wetterfahne. Die Einweihung fand am 2. Adventssonntag, dem 6. Dezember 1868 in Anwesenheit von Großherzog Friedrich Franz II. statt.
Gegen Ende des Zweiten Weltkriegs erhielt der Turm einen Einschuss, wodurch der Turmhelm in eine Schieflage geriet; er konnte erst 1950 wieder gerichtet werden. Die Spätfolgen führten noch 2014 zu Notsicherungsmassnahmen am Turm. Unter der Orgelempore wurde 1963 eine Winterkirche eingerichtet.
Die Kirche wurde im Februar 2018 von der Stiftung zur Bewahrung kirchlicher Baudenkmäler in Deutschland als Kirche des Monats ausgewählt. Die Dachtragwerke müssen saniert und die Dacheindeckungen erneuert werden. An der Fassade sind Restaurierungsarbeiten notwendig.

## Ausstattung
Die Ausstattung stammt aus der Erbauungszeit. Den neugotischen Altar schmückt ein Altarbild Christus am Kreuz, das 1868 von Waldemar Philippi gemalt wurde. Das Taufbecken aus weißem Marmor, das Patronatsgestühl und die Kanzel sind ebenfalls noch in originalem Zustand erhalten. Im Patronatsstuhl hängen einige kleine Blechschilde mit Wappen und Namen von Verstorbenen der Familie von Behr-Negendanck und anderer mit ihr verbundener Familien. Im Ostfenster findet sich ein gemaltes Doppelwappen der Stifter: H. A. F. v. Behr-Negendanck und L. V. Behr-Negendanck, geb. v. Ledebur 1868.

### Orgel
Ebenfalls 1868 erhielt die Kirche eine Orgel von Friedrich Friese III. Sie besitzt die einzigen erhaltenen Zinn-Prospektpfeifen aus der Werkstatt von Friese (III). Das einmanualige Werk umfasst 6 Register, das Pedal ist angehängt. Die Orgel wurde 2001 durch die Werkstatt Alexander Schuke Potsdam Orgelbau restauriert.
Sie hat die Disposition:
| Manual C–c3     |    |
| Geigenprinzipal | 8′ |
| Bordun          | 8′ |
| Flöte           | 8′ |
| Praestant       | 4′ |
| Rohrflöte       | 4′ |
| Octave          | 2′ |

| Pedal C–c1 |

Technische Daten
- Schleiflade
- Traktur:
  - mechanisch
  - mechanisch

### Glocken
Die Kirche erhielt 1868 zwei Glocken. Die größere (Durchmesser 0,87 m) hatte die Inschrift aus Eph 5,14 : Wache auf, der du schläfst. Die zweite (Durchmesser 0,72 m) hat die Inschrift Ps 100,1 : Jauchzet dem Herrn, alle Welt. Auf beiden Glocken der Name H. A. F. BEHR-NEGENDANCK, PAT[RON]. D. KIRCHE, und der des Grossherzoglichen Hofglockengiessers Johann Carl Ludwig Illies in Waren mit der Jahreszahl 1868.
Die größere Glocke wurde im Ersten Weltkrieg 1917 als Metallspende abgeliefert und eingeschmolzen. 2002 spendete ein Passower Einwohner eine neue Glocke, so dass heute wieder zwei Glocken vorhanden sind.

## Heutige Kirchengemeinde
Zur Evangelisch-Lutherischen Kirchengemeinde gehören neben Passow mit Kirche die Orte Benthen mit Kirche, Charlottenhof, Neu Benthen, Tannenhof, Weisin mit Kirche, Weltzin und Werder. Die Kirchgemeinde Benthen mit Pfarrsitz ist verbunden mit der Kirchgemeinde Granzin.